# Free (альбом Кейт Райан)
| Оценки критиков | Оценки критиков |
| Источник        | Оценка          |
| --------------- | --------------- |
| AllMusic        | [ 1 ]           |

Free (с англ. — «Свободная») — четвёртый студийный альбом бельгийской певицы Кейт Райан, выпущенный 30 мая 2008 года на лейбле ARS Entertainment.

## Об альбоме
В году 2007 вместе с продюсерами Никласом Кингом и Никласом Бергваллем Кейт Райан начала запись нового материала для своего четвёртый студийного альбом. Прямо перед началом работы над альбомом, певица сменила музыкальный лейбл в своей стране, на который была подписана с самого начала своей карьеры. Новым лейблом стал ARS Entertainment, дистрибьютором в мире стал Universal Music.
Первым синглом с альбома оказалась композиция «Voyage Voyage», кавер-версия хита Desireless, выпущенная в году 2007, ещё до того, как было объявлено о названии и дате альбома. Второй сингл, трек «L.I.L.Y.», выпущенный в начале 2008 года, появился только на территории Бельгии и Польши. Третьим синглом стала кавер-версия популярной в 80-е годы песни Франс Галль «Ella elle l’a». Трек, выпущенный на рынки музыки во многих странах Европы, сразу же после релиза, получил огромную популярность, войдя в первую десятку чартов Бельгии, Испании, Нидерландов и Финляндии.
Релиз альбома состоялся 30 мая 2008 года. В Бельгии альбом занял четвёртое место, в Испании, Польше и Швеции вошёл в топ-40. Также в Польше пластинка заработала золотой статус, продавшись тиражом более 10 000 копий.

## Список композиций
| №   | Название                                                          | Автор(ы)                                                           | Длительность |
| --- | ----------------------------------------------------------------- | ------------------------------------------------------------------ | ------------ |
| 1.  | «Voyage voyage»                                                   | Жан-Мишель Рива, Доминик Дюбуа                                     | 3:05         |
| 2.  | «Ella, elle l’a»                                                  | Мишель Берже                                                       | 3:06         |
| 3.  | «I Surrender»                                                     | Даррен Танте, Виктория Хорн                                        | 3:31         |
| 4.  | «Toute première fois»                                             | Жанн Ма, Романо Мусумарра, Роберто Занелли                         | 4:06         |
| 5.  | «Tes yeux»                                                        | Кейт Райан, Никлас Кингс, Никлас Бергвалл, Жанетт Олссон, Жо Лемер | 3:44         |
| 6.  | «Take Me Down»                                                    | Эшли Каделл, Никлас Кингс, Никлас Бергвалл                         | 4:29         |
| 7.  | «Pour quel amour»                                                 | Лиза Грини, Никлас Кингс, Никлас Бергвалл, Жо Лемер                | 3:42         |
| 8.  | «Put My Finger on It»                                             | Жанетт Олссон, Никлас Кингс, Никлас Бергвалл                       | 3:31         |
| 9.  | «L.I.L.Y.»                                                        | Жанетт Олссон, Никлас Кингс, Никлас Бергвалл, Джим Дайк            | 3:15         |
| 10. | «A la folie»                                                      | Жанетт Олссон, Никлас Кингс, Никлас Бергвалл, Джим Дайк, Жо Лемер  | 3:55         |
| 11. | «We All Belong»                                                   | Кейт Райан, Никлас Кингс, Никлас Бергвалл                          | 3:28         |
| 12. | «Tonight We Ride / No digas que no» (совместно с Сорайей Арнелас) | Иэн Курноу, Джорджи Деннис, Даррен Стайлз                          | 3:03         |
| 13. | «Free»                                                            | Кейт Райан                                                         | 3:29         |

| №   | Название                                              | Автор(ы)                                                          | Длительность |
| --- | ----------------------------------------------------- | ----------------------------------------------------------------- | ------------ |
| 1.  | «Voyage voyage»                                       | Жан-Мишель Рива, Доминик Дюбуа                                    | 3:05         |
| 2.  | «I Surrender»                                         | Даррен Танте, Виктория Хорн                                       | 3:31         |
| 3.  | «Ella, elle l’a»                                      | Мишель Берже                                                      | 3:06         |
| 4.  | «Who Do You Love»                                     | Лиза Грини, Никлас Кингс, Никлас Бергвалл, Жо Лемер               | 3:42         |
| 5.  | «Your Eyes»                                           | Кейт Райан, Никлас Кингс, Никлас Бергвалл, Жанетт Олссон          | 3:44         |
| 6.  | «L.I.L.Y.»                                            | Жанетт Олссон, Никлас Кингс, Никлас Бергвалл, Джим Дайк           | 3:15         |
| 7.  | «Take Me Down»                                        | Эшли Каделл, Никлас Кингс, Никлас Бергвалл                        | 4:29         |
| 8.  | «Put My Finger on It»                                 | Жанетт Олссон, Никлас Кингс, Никлас Бергвалл                      | 3:31         |
| 9.  | «Sweet Mistake»                                       | Жанетт Олссон, Никлас Кингс, Никлас Бергвалл, Джим Дайк, Жо Лемер | 3:55         |
| 10. | «Toute première fois»                                 | Жанн Ма, Романо Мусумарра, Роберто Занелли                        | 4:06         |
| 11. | «We All Belong»                                       | Кейт Райан, Никлас Кингс, Никлас Бергвалл                         | 3:28         |
| 12. | «Tonight We Ride / No digas que no» (Сорайей Арнелас) | Иэн Курноу, Джорджи Деннис, Даррен Стайлз                         | 3:03         |
| 13. | «Free»                                                | Кейт Райан                                                        | 3:29         |

## Чарты
| Чарт (2008)                     | Высшая позиция |
| ------------------------------- | -------------- |
| Бельгия/Фландрия (Ultratop)     | 4              |
| Германия (Offizielle Top 100)   | 47             |
| Испания (PROMUSICAE)            | 26             |
| Нидерланды (Album Top 100)      | 66             |
| Польша (ZPAV)                   | 25             |
| Швейцария (Schweizer Hitparade) | 96             |
| Швеция (Sverigetopplistan)      | 35             |

## Сертификации и продажи
| Регион | Сертификация | Продажи |
| --- | ------------ | ------- |
| Польша (ZPAV) | Золотой      | 10 000* |
| * Данные о продажах приведены только на основе сертификации. ^ Данные о тиражах приведены только на основе сертификации. |              |         |